# Megafoon
株式会社メガホン（英語名　Megafoon Inc.）は大阪府大阪市に本社を置くWeb制作・映像制作・ブランディング会社。
社名の由来は「めがきく。ほんしつをつく。」のそれぞれの言葉の頭文字をつなぎ合わせ、社名を「メガホン」と名付けられた。
設立 2016年8月31日

## 概要
ブランドデザインを主軸とした企画、アートディレクションを得意とするクリエイティブ・エージェンシー。
制作内容はブランディング、Webデザイン、UI/UX、コーディング、映像制作、グラフィックデザイン。
ACC TOKYO CREATIVITY AWARDS、Webグランプリなど受賞歴がある。